# Taşköprü (district)
Taşköprü is een Turks district in de provincie Kastamonu en telt 39.595 inwoners (2011). Het district heeft een oppervlakte van 1811,3 km². Hoofdplaats is Taşköprü.
De bevolkingsontwikkeling van het district is weergegeven in onderstaande tabel.
| 1997   | 2000   | 2007   | 2011   |
| ------ | ------ | ------ | ------ |
| 44.619 | 43.800 | 41.424 | 39.595 |